# クーロン演算子
クーロン演算子（クーロンえんざんし、英: Coulomb operator）は量子化学において用いられる演算子である。シャルル・ド・クーロンにちなんで名付けられた。
クーロン演算子はフォック演算子に含まれている。
1電子クーロン演算子{\displaystyle {\hat {J}}_{j}(1)\ }は電子jからの反発力として、以下で定義される。
{\displaystyle {\hat {J}}_{j}(1)f(1)=f(1)\int {\frac {{\left|\varphi _{j}(2)\right|}^{2}}{r_{12}}}\,dv_{2}}
{\displaystyle f(1)}は1電子波動関数で、クーロン演算子が作用させられる。{\displaystyle \varphi _{j}(2)}は電子{\displaystyle j}の1電子波動関数である。{\displaystyle r_{12}}は電子1と電子2の間の距離である。